# Trachurus lathami
Trachurus lathami is een straalvinnige vis uit de familie van horsmakrelen (Carangidae) en behoort derhalve tot de orde van baarsachtigen (Perciformes). De vis kan maximaal 40 cm lang en 500 gram zwaar worden. 

## Leefomgeving
Trachurus lathami is een zoutwatervis. De vis prefereert een subtropisch klimaat en leeft hoofdzakelijk in de Atlantische Oceaan. De diepteverspreiding is 30 tot 90 m onder het wateroppervlak. 

## Relatie tot de mens
Trachurus lathami is voor de visserij van aanzienlijk commercieel belang. In de hengelsport wordt er weinig op de vis gejaagd. 
Voor de mens is Trachurus lathami ongevaarlijk.